# Section
Section – miasto w Stanach Zjednoczonych, w stanie Alabama, w hrabstwie Jackson. W roku 2023 miasto zamieszkiwały 773 osoby, a gęstość zaludnienia wynosiła 65 osób/km².